# La Ragazzona
La Ragazzona fue un barco de guerra de la República de Venecia que fue alquilado por Felipe II de España para que formase parte de la Armada Invencible que iba a enviar contra Inglaterra. Se hundió en el 1588 antes de llegar al puerto de La Coruña debido a una tormenta.

## Servicio en la Armada Invencible

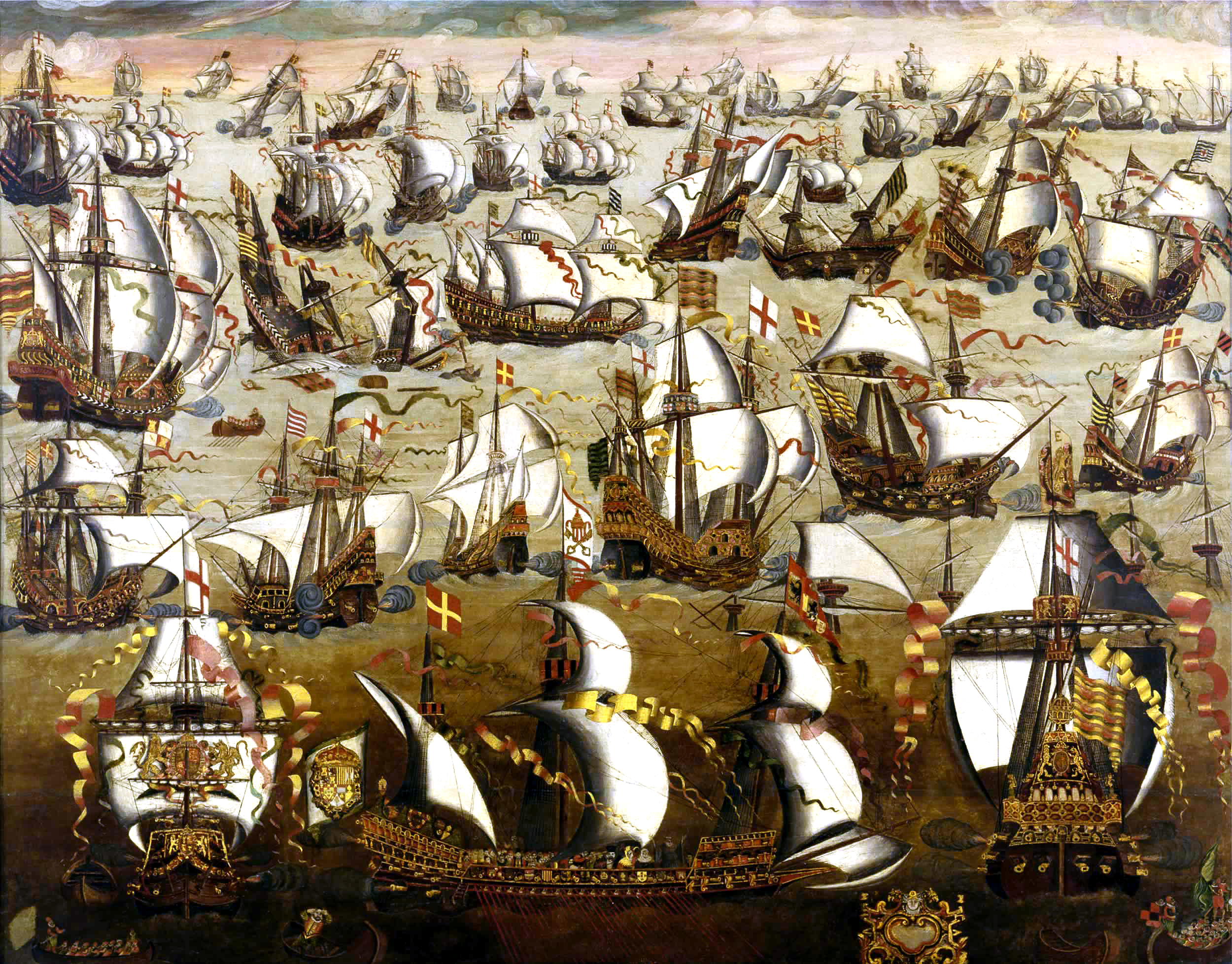
La Armada Invencible luchando contra la inglesa.

La nave fue alquilada por el rey Felipe II para que formara parte de su Armada Invencible que iba a enviar en su plan de invadir Inglaterra. La Ragazzona fue el buque insignia de la escuadra de Levante, compuesta por nueve barcos y dirigida por Martín de Bertendona.
Tras el fracaso de los planes de Felipe II de invadir Inglaterra, La Ragazzona puso rumbo a la península. Llegando a La Coruña, y fuertemente dañado tras la batalla, fue víctima de una tormenta que lo hundió el 8 de diciembre de 1588.

## Después de hundirse
Los cañones que transportaba La Ragazzona fueron llevados a La Coruña donde fueron fundamentales para la defensa de la ciudad de los ataques del corsario inglés Francis Drake en 1589, defensa en la que destacó la actuación de María Pita.
Sus restos permanecieron olvidados durante varios siglos hasta que en 2013 un equipo dirigido por la Universidad de Santiago de Compostela los redescubrió,  en colaboración con Armada española y la empresa Argos.